# William Hindman
William Hindman, född 1 april 1743 i Dorchester County, Maryland, död 19 januari 1822 i Baltimore, var en amerikansk politiker (federalist). Han representerade delstaten Maryland i båda kamrarna av USA:s kongress, först i representanthuset 1793–1799 och sedan i senaten 1800–1801.
Hindman studerade vid College of Philadelphia (numera University of Pennsylvania). Han studerade sedan juridik i London. Han återvände till Nordamerika och inledde sin karriär som advokat i Talbot County, Maryland. Han var ledamot av Marylands senat 1777–1784 och 1792. Han var ledamot av kontinentala kongressen 1785–1786.
Kongressledamoten Joshua Seney avgick den 6 december 1792. Hindman fyllnadsvaldes till representanthuset i januari 1793. Han omvaldes till den tredje, fjärde och femte kongressen. Hindman var ledamot av Maryland House of Delegates, underhuset i delstatens lagstiftande församling, 1799–1800.
Senator James Lloyd avgick 1800 och efterträddes av Hindman. Han efterträddes 1801 av Robert Wright.
Hindman var metodist. Han gravsattes på Old Saint Paul's Cemetery i Baltimore.